# Alt Meteln
Alt Meteln település Németországban, Mecklenburg-Elő-Pomeránia tartományban. Lakosainak száma 1177 fő (2023. december 31.).

## Népesség
A település népességének változása:
| Lakosok száma | 1227 | 1171 | 1136 | 1172 | 1186 | 1177 |
|               | 2014 | 2017 | 2019 | 2021 | 2022 | 2023 |